# Associated Equipment Company
La Associated Equipment Company (AEC) era un'azienda britannica costruttrice di autobus e autocarri, fondata nel 1912 e assorbita da Volvo nel 1979.

## Storia

### Nascita
Nel 1855 venne fondata a Londra la London General Omnibus Company (LGOC) per gestire il servizio di omnibus cittadino. La LGOC iniziò a produrre omnibus motorizzati bipiano nel 1909, ribattezzando i primi due modelli: X-type (progettato da Frank Searle) e B-type.
Nel 1912 la LGOC venne acquistata dall'Underground Group, che allora possedeva buona parte della rete metropolitana di Londra,  e fu deciso che il ramo produttivo dell'azienda sarebbe stato scorporato e ridenominato: Associated Equipment Company (o AEC).
Il primo prodotto dell'AEC fu un autocarro costruito sul telaio dell'X-type.
Con lo scoppio della prima guerra mondiale l'AEC ebbe un ruolo fondamentale data l'abilità e la velocità con cui produceva gli autocarri di cui l'esercito aveva bisogno ed è in questo periodo che nacque l'Y-type, prodotto a partire dal 1916. Questo modello segnò il definitivo ingresso dell'azienda nel settore automobilistico.

### Tra le due guerre (1926-1932)
Nel 1926, l'AEC e la Daimler Motor Company (da non confondere con l'omonima azienda tedesca) formarono la Associate Daimler Company (ADC), che però si sciolse due anni dopo. Durante la partnership, lo stabilimento di produzione fu trasferito da Walthamstow a Southall (Middlesex).

Dal 1929 l'AEC inizia a produrre nuovi modelli di autobus (R) e autocarri (M) come il Mercury, il Majestic e il Mammoth o il Regent, il Regal e il Renown che negli anni '30 inizieranno ad essere equipaggiati con motori diesel.

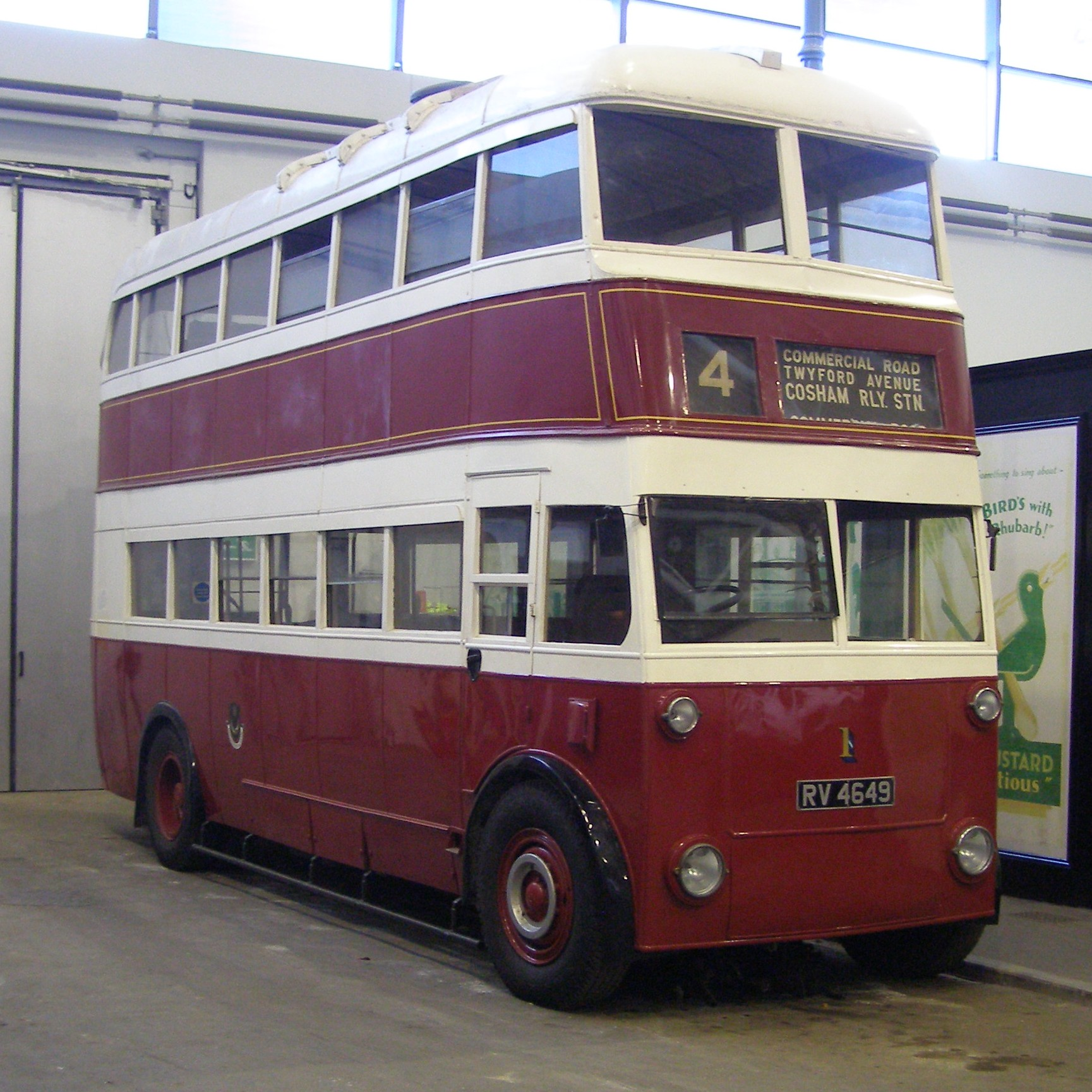
AEC 661T del 1934

Dal 1931 al 1938, l'AEC e la English Electric, hanno prodotto congiuntamente alcuni modelli di filobus.

### Seconda guerra mondiale e dopoguerra
La produzione di veicoli non militari si fermò nel 1941 e riprese solo nel 1946, in modo tale che l'azienda potesse concentrarsi sul contributo all'esercito. Tra i veicoli prodotti per l'esercito inglese ci sono ad esempio il Matador (trattore d'artiglieria), l'AEC MK III (autoblindo pesante) e il Dorchester (camion comando corazzato).
Con la fine del conflitto mondiale AEC e Leyland Motors, vista la diminuzione della domanda, formano la British United Traction (BUT), una joint venture per fabbricare filobus e veicoli per trainare i vagoni diesel. Sempre nel 1946 l'AEC ricominciò la produzione di veicoli civili con i modelli 0661/20 Regent II e 0662/20 Regal I.
Nel 1948 acquistò la Crossley Motors di Manchester e la Maudslay Motor Company di Coventry riunendole nella Associated Commercial Vehicles (ACV). Il nuovo gruppo acquistò anche la Park Royal Vehicles, la Charles H. Roe e infine la Thornycroft.
La Leyland Motors acquistò ACV nel 1962. La produzione terminò gradualmente: nel 1968 cessò quella dei bipiano, con la costruzione degli ultimi Routemaster marchiati AEC, nel 1977 il marchio sparì da tutti i veicoli commerciali e due anni dopo l'impianto di Southall è stato chiuso dalla Leyland.
Nel 1986 la produzione della Leyland passò definitivamente al gruppo Volvo.

## Produzioni

### Autobus

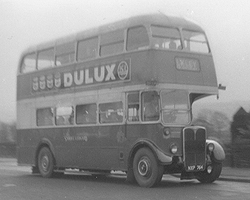
AEC Regent

#### Anni '20
- K-type (1919-1926)
- S-type (1920-1927)
- NS-type (1922-1929)
- Serie 400
- Serie 500
- Renown (1925-1929)
- LS-type (1927-1928)
- Reliance (1928-1932)
- Regent (1929-1942)
- Regal (1929-1940)
- Renown (1929-1940)

#### Anni '30
- Ranger (1931-?)
- Q-type (1932-1937)
- Regal II (1935-1937)
- Regent III RT (1939-1954)

#### Anni '40

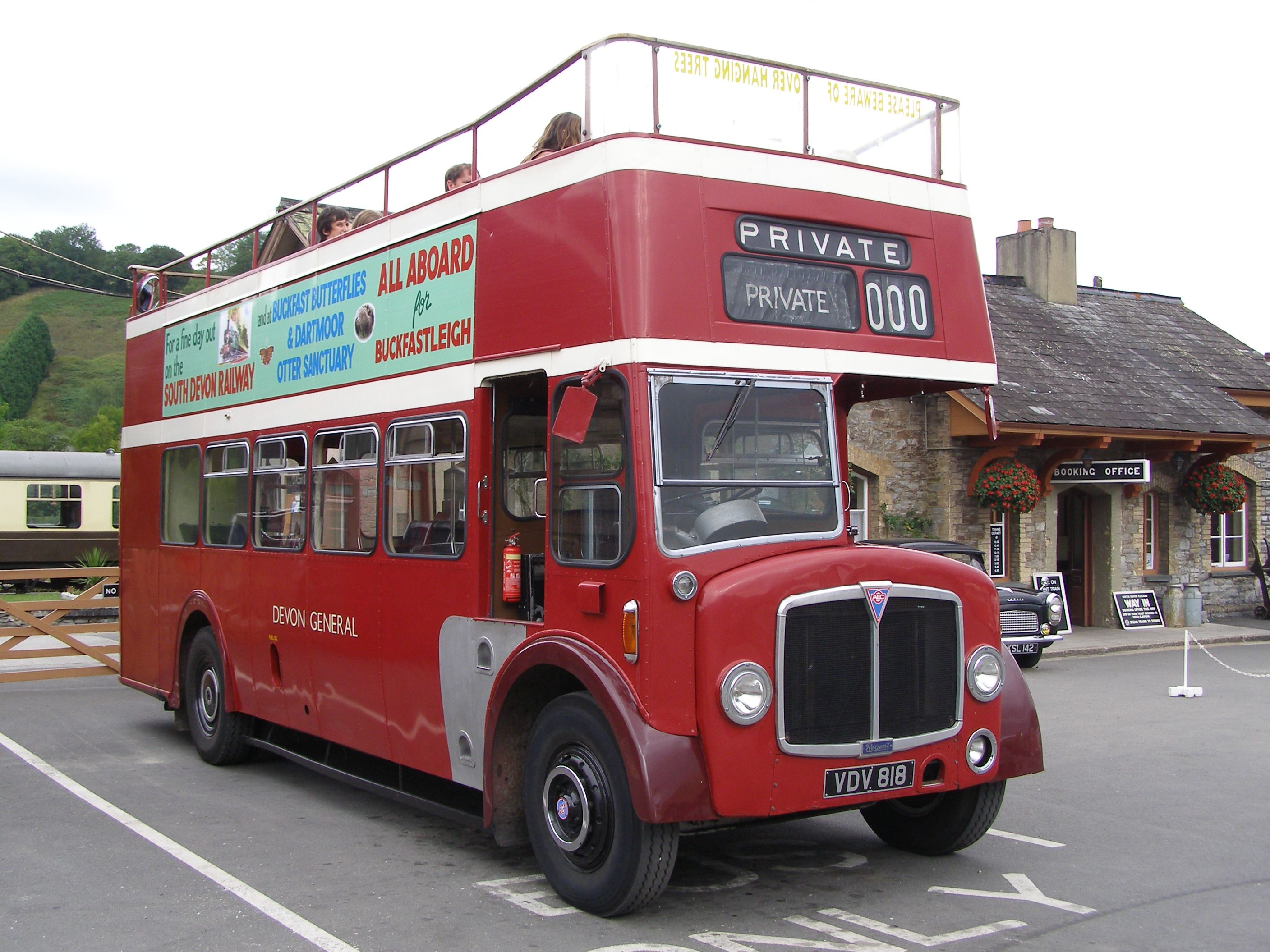
AEC Regent V (1957)

- Regent II (1945-1947)
- Regal I (1946-1947)
- Regent III (1947-1957)
- Regal III (1947–1953)
- Regal IV (1949–1960)

#### Anni '50
- Regal V (1955–1959)
- Reliance (1953–1979)
- Monocoach
- Regent V (1954–1969)
- Routemaster (1954–1968)
- Ranger (1955-?)
- Bridgemaster (1956–1962)
- Ranger (1957–1979)

#### Anni '60
- Renown (1962–1967)
- Regal VI (1962–1979)
- Swift (1964–1979)
- Merlin (1965–1972)
- Sabre (1968–1970)

### Filobus

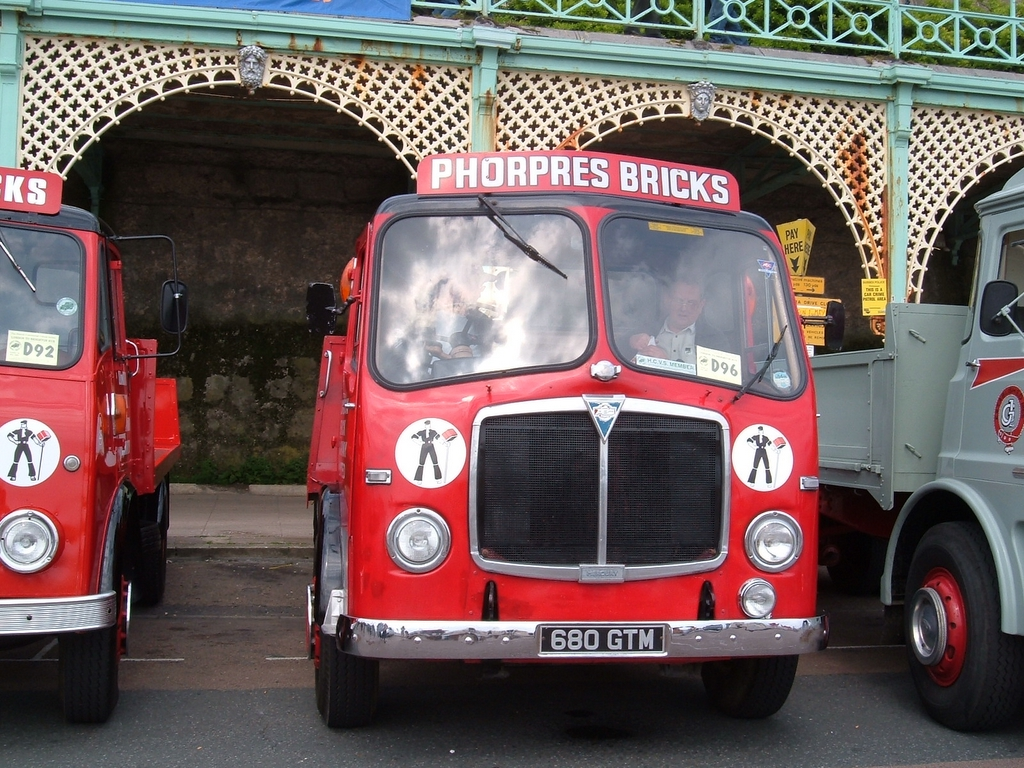
AEC Mercury (1962)

- 601
- 602
- 603 / 603T
- 604
- 605
- 607
- 661T
- 662T
- 663T
- 664T
- 691T
- 761T

### Autocarri
- Majestic (1930-?)
- Mammoth ('30)
- Mandator ('30)
- Marshal ('60-'70)
- Matador
- Mercury
- Militant
- Mogul
- Monarch
- M201
- M428
- M501 e 506
- M701
- Y-type

### Prototipi
- T-type (1920)
- Regent IV (1949)
- Rear-Engined Routemaster FRM (1966)